# 난고구 교통
난고구 교통 주식회사(영어: Nangoku kotsu Co.,Ltd., 일본어: 南国交通株式会社 난고구코쓰 가부시키가이샤[*])는 일본 가고시마 현 가고시마시에 본사를 둔 버스회사이다.

## 연혁
- 1941년 2월 5일: 회사 설립
- 1944년 12월: 난고구 교통 주식회사로 상호 변경

## 보유차량
KGM커머셜
- 에디슨모터스 E-화이버드